# Kart Racer
Kart Racer: l'asso del go-kart è un film per la televisione del 2003 del regista Stuart Gillard.

## Trama
Il film tratta di amore, sport e complicità. Waz Davis è figlio del più grande guidatore di go kart, con il quale non ha un bel rapporto da quando è morta sua mamma. Finché Waz non scopre chi è suo padre e insieme costruiscono un go kart per gareggiare alla gara nazionale. Waz dopo che il go kart è pronto inizia ad allenarsi pensando che sia una passeggiata. Alla gara dà il massimo e, anche se alle qualificazioni esce di pista, alla finale vince, ma non è stato per niente facile. Da lì lui e il padre avranno un buon rapporto.